# Тебризское ханство
Тебризское ханство (азерб. Təbriz xanlığı) — феодальное владение, образованное на территории современного Иранского Азербайджана после смерти Надир-шаха и падением династии Афшаров, которым правили представители тюркизированного курдского племени Дунбули, существовавшее во второй половине XVIII века. На западе граничило с Урмийским и Хойским, на севере — Карадагским, а на востоке с Ардебильским ханствами.

## История
Как и другие азербайджанские ханства, Тебризское ханство образовалось на территории Южного Азербайджана после смерти Надир-шаха и распада его державы в 1747 году. Основателем ханства был знатный представитель рода Афшар — Амираслан хан Гырхлы-Афшар (1747—1748). Тебризское ханство было одним из крупнейших азербайджанских ханств, как по территории, так и по численности населения. Столицей ханства был крупнейший город Азербайджана того времени — Тебриз.
«[Тебриз], будучи под властью Аджема, является столицей Азербайджана и отдельного [Тебризского] ханства. [Город] имеет десятитысячное войско, муфтия, шейхуссаадата, моллу, калантара, даругу, коруджубаши, дизчёкен-агу, ясаул-агу, михмандара. Столько господ в Тебризе управляют делами и правят справедливо! Никто не осмеливается тронуть и самого малого из чужого [имущества]».

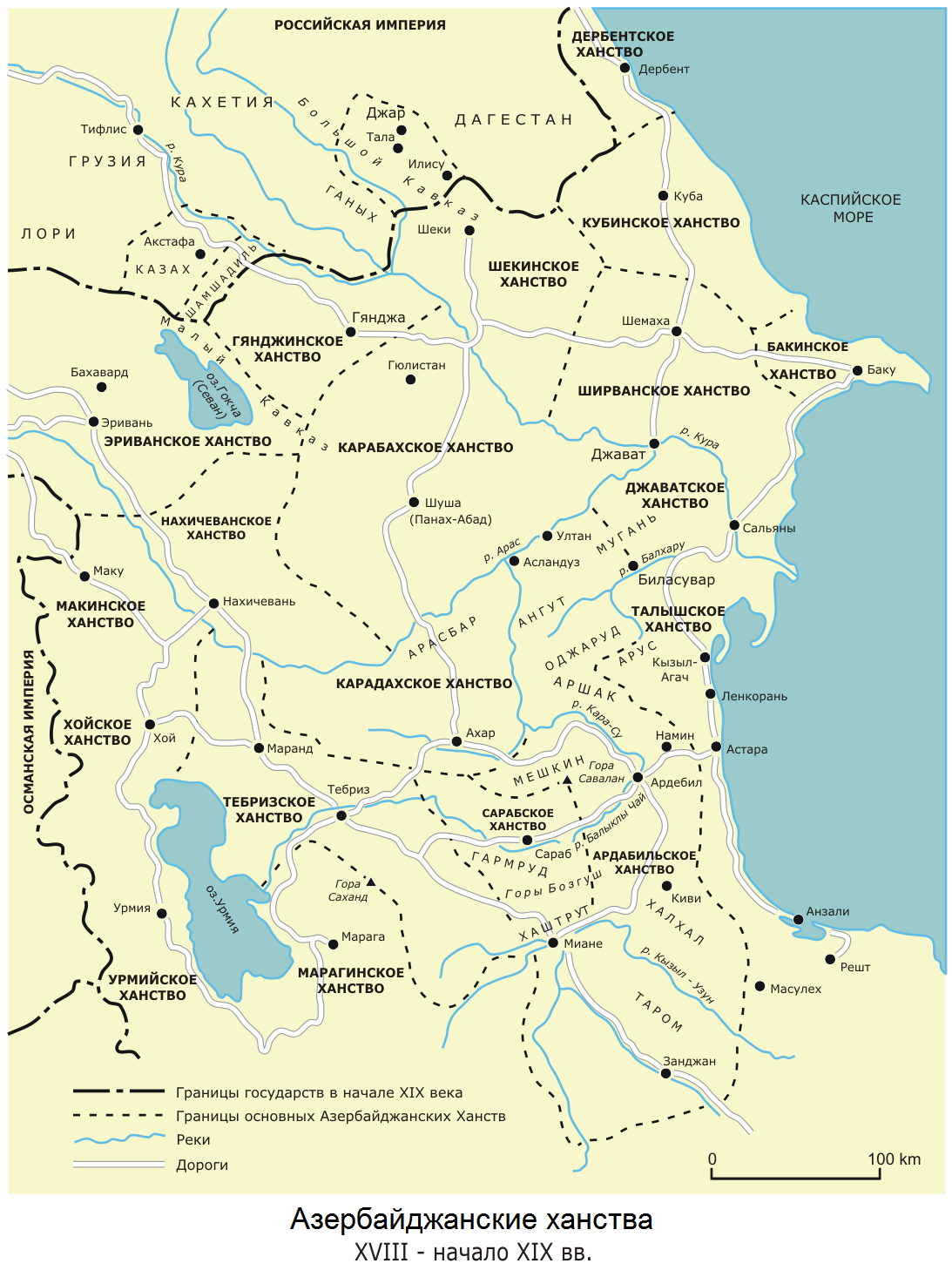
Ханства Закавказья и Иранского Азербайджана, XVIII — начало XIX вв.

Так Тебриз описывает турецкий путешественник Эвлия Челеби в своем произведении «Сейахатнаме (Путешествие)»
Повествование о том, как вместе с ханом мы объехали и осмотрели тебризские нахие
Вокруг Тебриза насчитывается 7 благоустроенных и обжитых нахие. Протрубили в рог, ударили в барабан, и в сопровождении тысячи воинов мы вышли на охоту с соколом, балабаном, гончей и борзой. В первую очередь мы направились в нахие Мехранруд. Эта нахие находится на востоке в 5 фарсахах от ворот Тебриза. Здесь имеются благоустроенные селения Рут, Исфанах, Сеидабад. В них есть несколько соборных мечетей, ханов, бань, небольших рынков, [много] садов и виноградников. Вторая нахие — Саравруд. Она находится к западу от Тебриза, недалеко от его виноградников. В этой нахие около 80 прекрасных и благоустроенных селений. Наиболее известные из них — Душт, Човландарваг, Алфабандлис, Лакдерх и Геджаабад. В них есть соборные и квартальные мечети и бани. Вдоль реки Саравруд тянутся пахотные земли, плодородные поля. Третья нахие — Дидехардар, расположенная к юго-западу, на расстоянии четырёх фарсахов от Тебриза, имеет около 24 сел. Четвёртая нахие — Арданак — находится на расстоянии одного фарсаха к западу от Тебриза, состоит из 30 селений, каждое из них имеет мечеть, баню и хан. Пятая нахие — Рудкат — у подножия горы Сархаб к северу от Тебриза. Она находится на расстоянии одного фарсаха от города, имеет 100 благоустроенных и прекрасных селений. Шестая нахие — Джанмеруд. [Здесь] 24 селения. Седьмая нахие — Бадестан — недалеко от Тебриза, имеет около 70 селений, в которых находятся благоустроенные мечети, ханы, бани. Если рассказать о совместной с ханами охоте в этих нахие и других приключениях, происходивших в Тебризе, то это составит объемистую книгу. Потому что Тебриз — самый знаменитый город на Иранской земле. Да сохранит Аллах его всегда благоустроенным и красивым! Ибо в этом городе, получив большое удовольствие, мы провели время в радости.

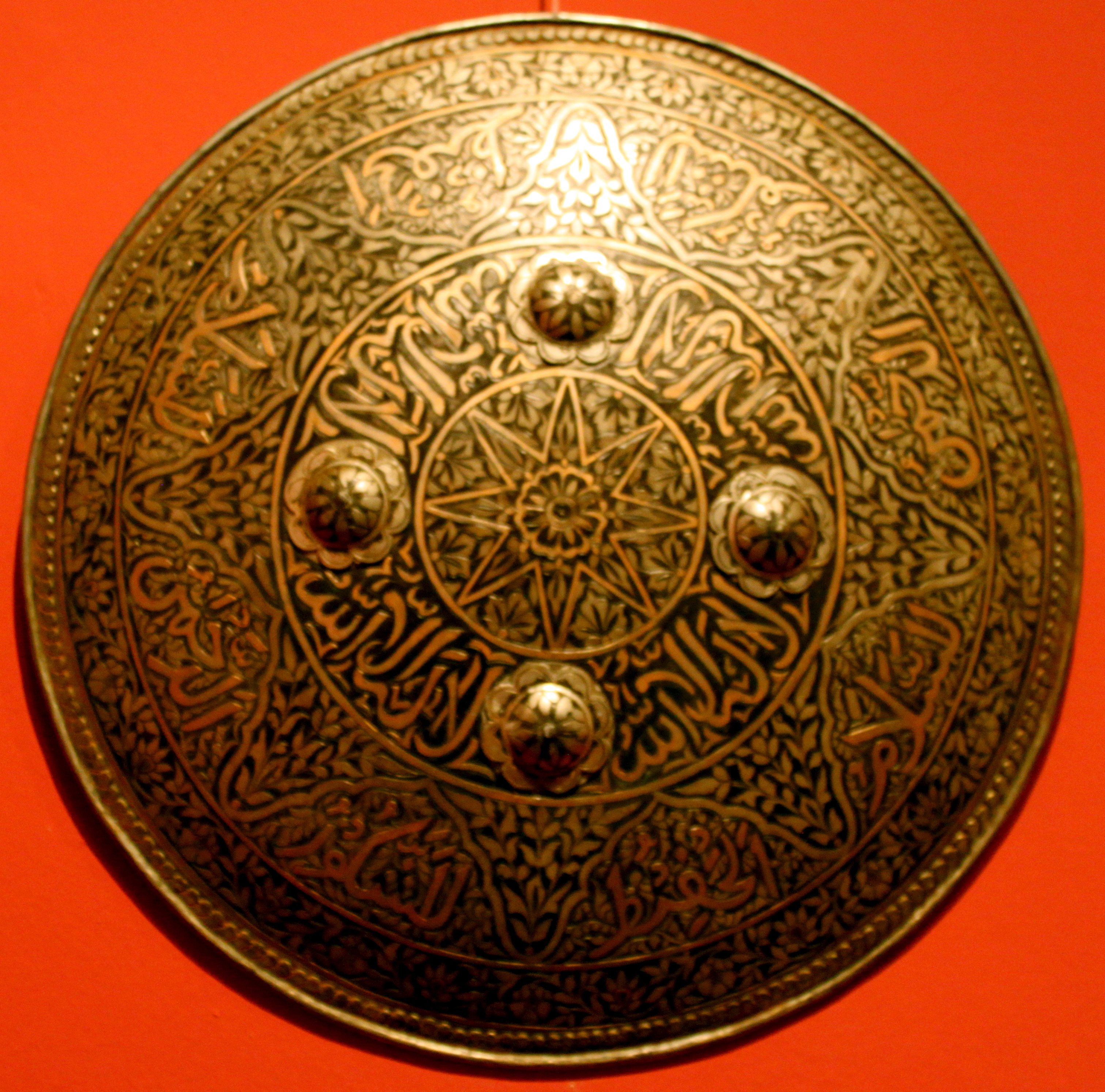
Щит, относящийся к Тебризскому ханству. Национальный музей искусств Азербайджана, Баку

Столица ханства город Тебриз был в указанный период крупнейшим городом Азербайджана и играл роль крупнейшего торгово-политического центра региона. Достаточно сказать, что Тебриз в разные времена был столицей государства Сефевидов, Эльдегизидов и других крупнейших региональных держав. Также Тебриз был центром одного из четырёх бейлярбекств (наместничеств) существовавших на территории Азербайджана — Тебризское, Чухур-Саадское, Карабахское и Ширванское.
В 1501 г., после занятия кызылбашами Тебриза, юный Исмаил 1 был провозглашен шаханшахом — «царем царей» Ирана. Так создалась Кызылбашская держава.
До 1548 г. здесь находилась столица Кызылбашского государства — г. Тебриз, в XVI в. бесспорно крупнейший торгово-ремесленный центр всей Передней Азии; после столица была перенесена в Казвин, находившийся в Ираке персидском, но почти у границ южного Азербайджана.
Большая часть южного Азербайджана вместе с Нахчеванским краем и Капаном составляла Азербайджанскую область с центром в г. Тебризе
Тебризское ханство было образовано наместником персидского шаха, Наджафгули-хана, который одновременно был наследственным владетелем Хоя и наместником шаха в Тебризе.
Просуществовавшее до 1802 года ханство было упразднено и присоединено в качестве провинции к Персии.

## Тебризские ханы
- 1747—1748 — Амираслан хан
- 1748—1763 — Фатхали хан Афшар (в составе Урмийского ханства)
- 1763—1784 — Наджафгули-хан
- 1784—1788 — Худадад-хан
- 1788—1797 — Наджафгули-хан II
- 1797—1798 — Гусейнгули-хан
- 1798 —1805 — Ахмед-хан